# Xian de Dongkou
Le xian de Dongkou (洞口县 ; pinyin : Dòngkǒu Xiàn) est un district administratif de la province du Hunan en Chine. Il est placé sous la juridiction de la ville-préfecture de Shaoyang.

## Démographie
La population du district était de 779 055 habitants en 1999.